# Mõisamaa (Jõgeva)
Mõisamaa (Duits: ‘Moisama’) is een plaats in de Estlandse gemeente Jõgeva, provincie Jõgevamaa. De plaats heeft 35 inwoners (2021) en heeft de status van dorp (Estisch: küla).
De plaats ligt in een karstgebied.
De Tugimaantee 37, de secundaire weg van Põltsamaa naar Jõgeva, komt bij Mõisamaa uit op de Tugimaantee 39, de secundaire weg van Tartu via Jõgeva naar Aravete.

## Geschiedenis
Mõisamaa werd voor het eerst genoemd in 1599 als wieś Moyzama (wieś is Pools voor ‘dorp’), een dorp op het landgoed van Laisholm (Jõgeva). In 1601 stond het bekend als Moitzama of Moysama, in 1624 werd het genoemd als Muysama unter Hoff Jegkowa, in 1796 als Moisuma en in 1839 als Moisama.